# Alain Afflelou (entreprise)
Cet article concerne l'entreprise. Pour l'opticien et l'entrepreneur, voir Alain Afflelou (personne).
Alain Afflelou est une entreprise française, chaîne d'opticiens spécialisée dans la distribution de montures, verres optiques et produits de contactologie. L'entreprise possède également une activité d'audioprothèse.
En 1972, Alain Afflelou, le fondateur, ouvre son premier magasin au Bouscat dans la banlieue de Bordeaux. Alain Afflelou constitue aujourd’hui un réseau de 1 400 implantations réparties dans le monde, avec une présence dans treize pays (avec plus de 700 magasins en France, plus de 300 en Espagne, complété par une présence dans 11 autres pays).
Par ailleurs, l'entreprise est devenue au fil du temps un groupe multi-enseignes. Elle détient aujourd’hui une seconde enseigne au positionnement premier prix : Optical Discount comportant 160 magasins (en Métropole, dans les DROM, mais aussi à l'International), ainsi qu’une enseigne dans le secteur de l’audition, Alain Afflelou Acousticien, avec plus de 150 implantations (Centres et espaces auditifs).

## Historique
En 1972, Alain Afflelou ouvre un magasin au Bouscat, dans la banlieue de Bordeaux. La boutique en question existe toujours et est située à la Barrière du Médoc.
En 1978, l'entrepreneur pratique une stratégie commerciale agressive, en proposant « la moitié de votre monture à l'œil ». L'année suivante, la marque Alain Afflelou devient une franchise.
Dans les années 1990, l'entreprise se fait novatrice et crée de nombreux produits tels que  2AI, un verre incassable, en 1994, Forty, un coffret de lunettes destinés aux presbytes, en 1997, Tchin-tchin, une deuxième paire de lunettes pour un euro de plus, en 1999.
En 2002, la société est introduite en bourse. Dès l'année suivante, elle rachète les activités optiques de Carrefour en France et en Espagne.
En 2008, la société n'est plus cotée à la Bourse de Paris, à la suite de son rachat majoritaire par le fonds d’investissement Bridgepoint.
En 2011, l'entreprise se lance dans le marché des appareils auditifs avec la marque Alain Afflelou acousticien.
En 2012, la société fait l'objet d'une prise de contrôle majoritaire par le fonds d'investissement britannique Lion Capital LLV.
Le 3 octobre 2016, le groupe Afflelou annonce l'acquisition de deux sites français d'optique en ligne, rachetés au groupe M6, avec l'intention de faire jouer la complémentarité avec son réseau de magasins franchisés.
En 2016, le groupe Afflelou lance de nouveaux magasins en Asie, avec une première ouverture en Chine, suivie d'autres nouveaux magasins au Viêt Nam et en Thailande. L'objectif affiché par l'enseigne est d'ouvrir 300 magasins en Asie sous la marque Afflelou-Paris à l'horizon 2020.
En octobre 2016, Afflelou évoque une nouvelle introduction en bourse.
Fin mai 2021, Alain Afflelou nomme Alain Pourcelot en tant que PDG à la place de Didier Pascual, arrivé en 2018. 

### Identité visuelle

Logo de l'enseigne de 1978 à 2017.
Logo de l'enseigne depuis 2017.

## Actions en Justice
En 2012, « la cour d’appel de Paris confirme le jugement de 2009 et condamne l’enseigne Alain Afflelou à verser 1 200 000 € de dommages et intérêts à son concurrent Optical Center pour fraude aux mutuelles. »
En 2016, « le Groupe Afflelou indique faire l’objet d’une procédure contentieuse initiée par l’Autorité de la concurrence par des pratiques anticoncurrentielles. »